# Lješane
Leshan en albanais et Lješane en serbe latin (en serbe cyrillique : Љешане) est une localité du Kosovo située dans la commune/municipalité de Pejë/Peć et dans le district de Pejë/Peć. Selon le recensement kosovar de 2011, elle compte 354 habitants.

## Histoire
Dans le village se trouve la tour-résidence de Jashar Pacha, construite au XIXe siècle ; mentionnée par l'Académie serbe des sciences et des arts, elle est inscrite sur la liste des monuments culturels du Kosovo.

## Démographie

### Évolution historique de la population dans la localité
| 1948 | 1953 | 1961 | 1971 | 1981 | 1991  | 2011 |
| ---- | ---- | ---- | ---- | ---- | ----- | ---- |
| 552  | 610  | 715  | 811  | 981  | 1 084 | 354  |

|  |

### Répartition de la population par nationalités (2011)
En 2011, les Albanais représentaient 74,01 % de la population et les Égyptiens 25,99 %.